# Jack J. Lissauer
Jack J. Lissauer (1957) è un astronomo statunitense.
Ottenuto nel 1982 il dottorato in matematica all'Università della California a Berkeley, ha iniziato la propria carriera presso il medesimo istituto per poi passare nel 1985 all'Università della California a Santa Barbara come ricercatore. Nel 1987 divenne professore presso l'Università di Stony Brook, prima come assistente e poi, dal 1993, come associato. Nel 1997 ha lasciato l'insegnamento universitario per entrare alla NASA come ricercatore all'ARC con un incarico nella squadra della Missione Kepler.
In collaborazione con Mark Showalter ha scoperto Cupido e Mab, satelliti di Urano. Con lo stesso Showalter, Imke de Pater e Robert S. French ha scoperto Ippocampo, satellite di Nettuno.
Con John Chambers ha elaborato l'ipotesi del pianeta V come fattore d'innesco dell'intenso bombardamento tardivo.
Nel 1992 gli è stato conferito il Premio Urey e nel 2014 ha ricevuto il premio H. Julian Allen.